# Степний (Воронезька область)
Степний (рос. Степной) — селище у Каширському районі Воронезької області Російської Федерації.
Населення становить 504 особи. Входить до складу муніципального утворення Можайське сільське поселення.

## Історія
Населений пункт розташований у межах українського краю Східної Слобожанщини.
Від 1977 року належить до Каширського району Воронезької області.
Згідно із законом від 15 жовтня 2004 року входить до складу муніципального утворення Можайське сільське поселення.

## Населення
| 2010 |
| ---- |
| 504  |